# Axiocerses nycetus
Axiocerses nycetus är en fjärilsart som beskrevs av Pieter Cramer 1782. Axiocerses nycetus ingår i släktet Axiocerses och familjen juvelvingar. Inga underarter finns listade i Catalogue of Life.